# جائزة ألمانيا الكبرى للدراجات النارية 1990
جائزة ألمانيا الكبرى للدراجات النارية 1990 هو سباق دراجات نارية أقيم بتاريخ 27 مايو 1990 في حلبة نوربورغرينغ. كان الجولة الخامسة من أصل 15 في سباق الجائزة الكبرى للدراجات النارية موسم 1990. فاز الأمريكي كيفن شوانتز بفئة 500 سي سي بينما جاء الأمريكي وين ريني في المركز الثاني وحصل على المركز الثالث البريطاني نيال ماكنزي.

## وصلات خارجية
- الموقع الرسمي